# Aldo Tamm
Aldo Tamm (* 23. September 1953 in Viljandi) ist ein estnischer Politiker.

## Frühe Jahre
Aldo Tamm besuchte bis 1969 die Schule im mittel-estnischen Lelle. 1973 schloss er seine Ausbildung am Technikum der Sowchose von Olustvere ab. Von 1973 bis 1979 war Tamm an einer Kolchose im Rajon Paide sowie an einer Mustersowchose in Kehtna beschäftigt. Von 1979 bis 1982 arbeitete er im Landwirtschaftsministerium der Estnischen SSR. Von 1982 bis 1989 war Tamm Direktor des Staatlichen Lehrkombinats (Vabariiklik Õppekombinaat).

## Politik
Mit der Perestroika, dem Ende der Sowjetunion und der Wiedererlangung der estnischen Unabhängigkeit betätigte sich Tamm auch politisch. 1989/90 war Tamm erster Vorsitzender des neu gegründeten Zentralverbands der Landwirte Estlands (Eestimaa Talupidajate Keskliit). Daneben war er selbst als Landwirt im nordost-estnischen Vaivara tätig.
Von 1990 bis 1992 gehörte Tamm dem Obersten Rat der Republik Estland (bis zum 8. Mai 1990 Oberster Sowjet der Estnischen SSR) an. Am 20. August 1991 stimmte er für die Wiederherstellung der staatlichen Souveränität Estlands. Von November 1992 bis zum November 1994 gehörte er dem estnischen Parlament Riigikogu als Abgeordneter an. Vom 8. November 1994 bis zum 17. April 1995 war Tamm Landwirtschaftsminister der Republik Estland in der Koalitionsregierung von Ministerpräsident Indrek Tarand.
Von 1990 bis 1995 gehörte Tamm der ländlich ausgerichteten Estnischen Land-Zentrumspartei (Eesti Maa-Keskerakond) an, die ein Jahr später in den estnischen Sozialdemokraten aufging. Im Jahr 2000 trat er der konservativen Vaterlands- und Res-Publica-Union bei. Er ist heute weiter in der Kommunalpolitik aktiv.